# Gamal El-Din Ahmed Mokhtar
Gamal El-Din Ahmed Mokhtar (arabisch جمال الدين مختار; * 29. Oktober 1928 in Kairo; † 17. Juni 2018) war ein ägyptischer Verwaltungsbeamter, Angehöriger der Streitkräfte Ägyptens und erster Kanzler der Arab Academy for Science, Technology and Maritime Transport in Alexandria.

## Ausbildung und beruflicher Werdegang
Das Studium an der Marineakademie in Alexandria schloss Mokhtar 1949 mit einem Bachelor of Science ab. Danach absolvierte er die Ausbildung zum Kapitän. Danach schloss er sich der ägyptischen Marine an und war 1957 der Kapitän des ersten U-Boots das mit ausschließlich ägyptischen Seeleuten auf Tauchfahrt ging. 1959 nahm er ein einjähriges Masterstudium in der Sowjetunion auf, das er mit einem Master of Science abschloss. Nach seiner Rückkehr wurde er zum Stabschef der ägyptischen U-Boot-Flotte ernannt. 1966 wechselte er an die Marineakademie und wurde ein Jahr später deren Leiter. 1969 nahm Mokhtar die Stellung als Generalinspekteur der Marine an. Zugleich nahm er das Studium der Betriebswirtschaftslehre an der Amerikanischen Universität Kairo auf. 1972 wurde ihm dort der Grad des Magister Artium verliehen. Nach Abschluss des Studiengangs wurde er Direktor der Arab Maritime Transport Academy. Unter seiner Leitung wurde die Hochschule nach ISO 9001 zertifiziert und entwickelte sich zu einer der führenden Bildungseinrichtungen in Ägypten. Ab 1973 gehörte er dem Management der Pan Arab Shipping Company an. Zudem war er für verschiedene Reedereien tätig. 1978 nahm Mokhtar eine Gastprofessur an der Universität Alexandria wahr. Im selben Jahr promovierte er an der Université Paris 1 Panthéon-Sorbonne. Ab 1983 war er im Verwaltungsapparat der World Maritime University und ab 1987 zudem Mitglied des Verwaltungsrats der Universität Alexandria. 1989 arbeitete er im Ausschuss für technische Zusammenarbeit der Internationalen Seeschifffahrts-Organisation. Im Jahr 2003 war Mokhtar der erste ägyptische Präsident der International Association of Maritime Universities.

## Wirken
Mokhtar war verheiratet und Vater eines Sohns und einer Tochter. Er engagierte sich besonders im Bereich des Sports. So war er unter anderem Manager des Fußballvereins Olympic Alexandria. Während der Afrikaspiele 1991 saß er dem Organisationskomitee für Alexandria vor und war zugleich Vorsitzender des ägyptischen NOCs al-Ladschna al-ulimbiyya al-misriyya.

## Auszeichnungen und Mitgliedschaften (Auswahl)
- 1984: Ritter der Ehrenlegion
- 1997: Träger des International Maritime Prize
- Mitglied des Royal Automobile Club